# Stephen Kandel
Pour les articles homonymes, voir Kandel.
Stephen Kandel, né le 29 avril 1927 et mort le 21 octobre 2023, est un scénariste américain.

## Biographie
Stephen Kandel est né le 30 avril 1927. Pendant sa jeunesse, il grandit en Pennsylvanie et remporte le prix « Excellence in Table Tennis » à l'âge de 10 ans. Après avoir obtenu son diplôme d'études secondaires à seulement 16 ans, il commence l'université avant d'être enrôlé et de servir dans l'armée américaine pendant la Seconde Guerre mondiale en Allemagne. Pendant son service militaire, il est poignardé à la poitrine, mais il se rétablit complètement. Après la Seconde Guerre mondiale, Stephen Kandel obtient son diplôme du Dartmouth College en 1950.
Il écrit des épisodes pour de nombreuses séries populaires, de Remous des années 1950 à MacGyver dans les années 1980, en passant par Star Trek, Mannix, Wonder Woman, L'Homme qui valait trois milliards, Cannon, Barnaby Jones, Banacek. On lui attribue l'écriture des épisodes pilotes de Daktari, Broken Promises et Chamber of Horrors et la création de la série Le Cheval de fer.
Il est membre de la Writers Guild of America. À sa retraite, à l'âge de 93 ans, il est l'auteur d'un livre intitulé The Lyin' King: A Tragical Tale Of Tawdry Trumpery, une critique semi-satirique des nombreuses lacunes de Donald Trump.
Stephen Kandel meurt à son domicile le 21 octobre 2023, à l'âge de 96 ans,.

### Famille
Son père, Aben Kandel (en), est également scénariste et sa sœur cadette, Lenore Kandel, est une poète et activiste de la Beat Generation. Son oncle, Charlie Kandel, est un spécialiste monétaire renommé et un philosophe bien connu dans les cercles intellectuels.

### Vie privée
Pendant sa carrière, Stephen Kandel habite à Beverly Hills avec sa femme Anne Kandel, où ils élèvent quatre enfants : Jessica, Anthony, Elizabeth et Joanna. Après sa carrière à Hollywood, il déménage sur la côte est où il s'installe dans le Massachusetts, puis à New York.

## Distinctions
Stephen Kandel reçoit les prix Edgar Allan Poe des Mystery Writers of America et Writers Guild of America Humanities.

## Filmographie

### Au cinéma
- 1956 : Singing in the Dark (en)
- 1956 : Magnificent Roughnecks (en)
- 1958 : Frontier Gun (en)
- 1959 : La Bataille de la mer de Corail
- 1960 : The Walking Target (en)
- 1966 : La Chambre des horreurs
- 1967 : Winchester 73
- 1970 : Les Canons de Cordoba
- 1975 : Death Stalk
- 1979 : Son-Rise: A Miracle of Love (en)
- 1980 :  Dallas Cowboys Cheerleaders II

### À la télévision
- 1958 - 1961 : Remous (série télévisée) (14 épisodes)
- 1959 : State Trooper (en) (série télévisée) (1 épisode)
- 1959 : Tombstone Territory (en) (série télévisée) (1 épisode)
- 1959 : The Man and the Challenge (série télévisée) (1 épisode)
- 1959 : 77 Sunset Strip (série télévisée) (1 épisode)
- 1959 - 1960 : The Millionaire (en) (série télévisée) (4 épisodes)
- 1960 : Johnny Midnight (en) (série télévisée) (4 épisodes)
- 1960 : The Chevy Mystery Show (en) (série télévisée) (3 épisodes)
- 1960 : The Brothers Brannagan (en) (série télévisée) (1 épisode)
- 1961 - 1962 : The Everglades (TV series) (en) (série télévisée) (4 épisodes)
- 1962 : Les Hommes volants (série télévisée) (1 épisode)
- 1962 - 1963 : Empire (en) (série télévisée) (2 épisodes)
- 1964 : Le Vagabond (série télévisée) (1 épisode)
- 1964 : L'Homme à la Rolls (série télévisée) (1 épisode)
- 1964 - 1965 : The Rogues (en) (série télévisée) (12 épisodes)
- 1965 - 1966 : Gidget (en)  (série télévisée) (4 épisodes)
- 1965 - 1968 : Les Mystères de l'Ouest (série télévisée) (2 épisodes)
- 1966 : Daktari (série télévisée) (1 épisode)
- 1966 :  Le Rafiot héroïque (en) (série télévisée) (1 épisode)
- 1966 - 1967 : Batman (série télévisée) (5 épisodes)
- 1966 - 1967 : Star Trek (série télévisée) : (2 épisodes)
- 1966 - 1968 : Le Cheval de fer (série télévisée)
- 1966 - 1968 : Les Espions (série télévisée) (7 épisodes)
- 1967 : Cimarron (série télévisée) (1 épisode)
- 1967 - 1968 : L'Homme de fer (série télévisée) (2 épisodes)
- 1968 - 1969 : La Nouvelle Équipe (série télévisée) (2 épisodes)
- 1968 - 1969 : Opération vol  (série télévisée) (5 épisodes)
- 1968 - 1973 : Mannix (série télévisée) (12 épisodes)
- 1969 : Les Bannis (série télévisée) (1 épisode)
- 1969 - 1970 : The New People (en) (série télévisée) (2 épisodes)
- 1969 - 1970 : Bracken's World (en) (série télévisée) (2 épisodes)
- 1970 : The Bold Ones: The Lawyers (série télévisée) (1 épisode)
- 1970 - 1971 : L'Immortel (série télévisée) (4 épisodes)
- 1970 - 1971 : The Young Lawyers (en) (série télévisée) (3 épisodes)
- 1972 : Mission : Impossible (série télévisée) : (Saison 7)
- 1975 : L'Homme qui valait trois milliards (série télévisée) : (Saison 2)
- 1976 : Super Jaimie (série télévisée) : (Saison 1)
- 1976 : Wonder Woman (série télévisée) : (Saison 1)
- 1977 : Wonder Woman (série télévisée) : (Saison 2)
- 1978 : Drôles de dames (série télévisée) : (Saison 3)
- 1978 : L'Homme qui valait trois milliards (série télévisée) : (Saison 5)
- 1979 : Shérif, fais-moi peur (série télévisée) : (Saison 2)
- 1979 : Sloane, agent spécial (série télévisée) : (épisodes 1 et 7)
- 1980 : La Croisière s'amuse (série télévisée) : (Saison 4)
- 1981 : Broken Promise (en) (téléfim)
- 1982 : Shocktrauma (en) (téléfim)
- 1983 : Living Proof: The Hank Williams Jr. Story (en) (téléfim)
- 1983 : Pour l'amour du risque (série télévisée) : (Saison 5)
- 1985 : MacGyver (série télévisée) : (Saison 1, épisode 4)
- 1986 : MacGyver (série télévisée) : (Saison 2)
- 1987 : MacGyver (série télévisée) : (Saison 3)
- 1989 : MacGyver (série télévisée) : (Saison 5)
- 1989 : Mission : impossible, 20 ans après (série télévisée) : (Saison 2)
- 1990 : MacGyver (série télévisée) : (Saison 6)